# Gold-Wespenspinne
Die Gold-Wespenspinne (Argiope aurantia) ist eine Spinne aus der Familie der Echten Radnetzspinnen (Araneidae). Die Etymologie des Namens bedeutet „vergoldetes Silbergesicht“. Wie die anderen Arten der Gattung Argiope verabreichen Gold-Wespenspinnen ihrer Beute zwar Gift, das wird aber als für Menschen ungefährlich eingestuft.

## Beschreibung

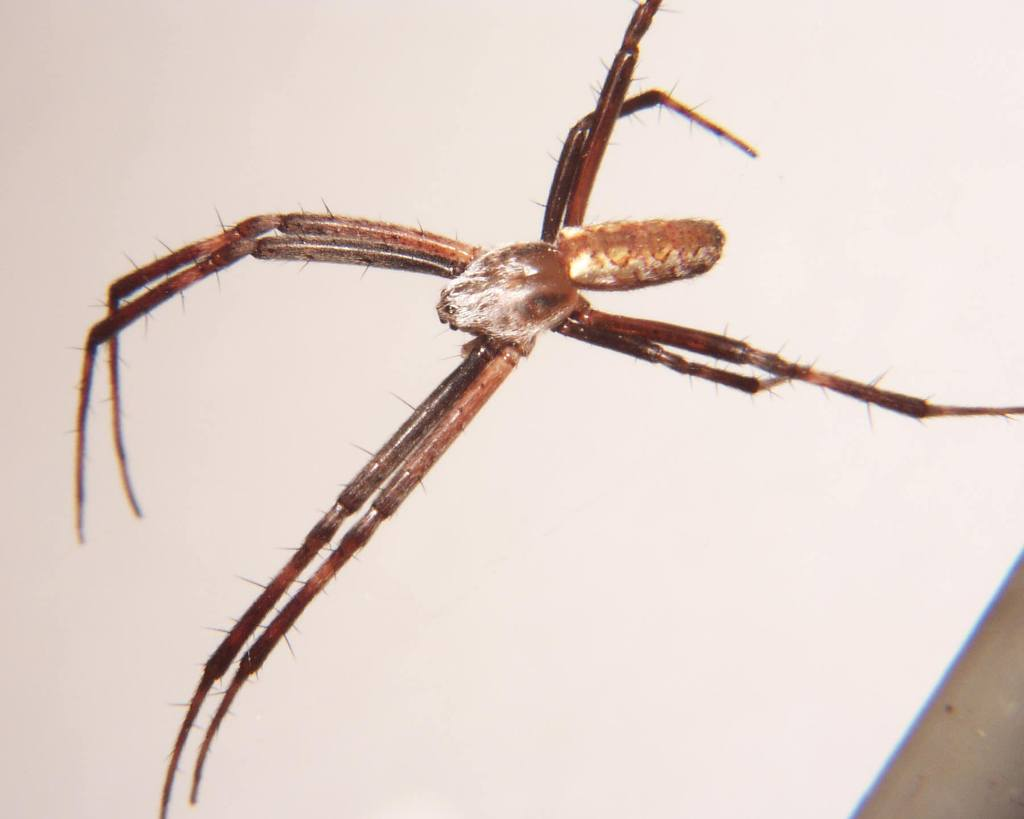
Männchen

Die Männchen erreichen eine Körperlänge von 5 bis 9 mm, die Weibchen eine Körperlänge von 19 bis 28 mm. Die Weibchen können eine Beinspannweite von bis zu 7 cm erreichen.
Das Opisthosoma (Hinterleib) der Weibchen besitzt eine schwarze bis schwarzbraune Grundfärbung mit einer ausgeprägten Zeichnung. Die Seiten sind durch unregelmäßig große und weißlich bis gelblich gefärbte Flecken gekennzeichnet. Zentral auf dem Opisthosoma zeigen sich vier, meist weißlich gelb gefärbte Flecken. Der Prosoma (Vorderleib) ist überwiegend hellgrau bis weiß und dicht mit silbrigen Härchen besetzt ist. Die Männchen sind unscheinbarer hellbraun, mit undeutlicher, dunkler Zeichnung.
Die Augen sind angeordnet wie bei Echten Radnetzspinnen typisch, insgesamt sind es acht.

## Verbreitung und Lebensraum
Die Art ist verbreitet in den Vereinigten Staaten, Hawaii, im Süden Kanadas, Mexiko und Mittelamerika.
Die Gold-Wespenspinne kommt in verschiedenen Lebensräumen vor, wie beispielsweise Sumpfgebiete, Savannen, offene Prärie, lichte Wälder und deren Ränder sowie in der Nähe des Menschen auch auf landwirtschaftlichen Flächen und in Dörfern und Städten. Sie benötigt ausreichend vorhandene Büsche und Sträucher, um ihre Netze aufzuspannen und zur Jagd. Sie ist vor allem in der Ebene, seltener in Höhenlagen anzutreffen. Hochgebirge werden nicht besiedelt.

## Netzbau
Gold-Wespenspinnen bauen ihre Netze oft in Bereichen neben offenen, sonnigen Wiesen, wo sie verborgen und vor dem Wind geschützt sind. Ebenfalls häufig gefunden werden Netze entlang von Regenrinnen oder in hoher Vegetation, wo sie die Netze sicher spinnen können. Der kreisförmige Teil des Netzes eines Weibchens kann einen Durchmesser von bis zu 60 cm erreichen. Die Netze werden in einer Höhe von etwa 20–70 cm über dem Boden gebaut.
Die Netze bestehen aus einem dichten Zickzack aus Seide (Stabiliment) in der Mitte. Der Zweck dieses Stabiliments ist umstritten. Es ist möglich, dass es als Tarnung für die in der Mitte lauernde Spinne dient, aber es könnte ebenfalls Insekten als Beute anlocken, oder auch Vögel vor den sonst kaum sichtbaren Netzen warnen. Nur am Tage aktive Spinnen bauen ihre Netze mit Stabiliment.
Um das Netz zu bauen, werden mehrere Fäden strahlenförmig zwischen vier oder fünf Ankerpunkten aufgespannt, die mehr als 90 cm voneinander entfernt liegen können. Diese Fäden treffen sich in einem zentralen Punkt. Dann spinnt sie einen Rahmen aus weiteren strahlenförmigen Fäden und füllt anschließend die Mitte mit einer Spirale aus Spinnenseide und lässt dabei einen 8–9,5 mm großen Abstand zwischen den einzelnen Spiralringen. Sie beginnt mit dem innersten Ring und spinnt dann im Uhrzeigersinn nach außen. Um sicherzustellen, dass das Netz straff gespannt ist, biegt die Spinne die strahlenförmigen Fäden leicht zusammen, während sie die Seidenspirale anlegt.
Die Netze der Weibchen sind wesentlich größer als die der Männchen, die in der Nähe kleinere Zickzacknetze bauen. Die Spinne besetzt die Mitte des Netzes und wartet gewöhnlich kopfüber hängend, bis sich Beute im Netz verfängt. Normalerweise bleiben die Netze den gesamten Sommer über am selben Ort, jedoch ändern sie anfangs der Saison öfters ihren Standort, möglicherweise um besseren Schutz oder bessere Jagdbedingungen zu suchen. Weibliche Tiere gelten als sehr standorttreu, sie bleiben oft ihr gesamtes Leben am selben Ort.
Die Gold-Wespenspinne kann ihr Netz sehr stark schwingen lassen, während sie in der Mitte sitzen bleibt. Dies lässt sie größer erscheinen und kann Raubtiere wie Wespen und Vögel davon abhalten, sich zu nähern, und außerdem gefangene Insekten vollständig zu verstricken, bevor sie sich befreien können.
In einem nächtlichen Ritual frisst die Spinne den kreisförmigen inneren Teil des Netzes und baut es jeden Morgen mit frischer Spinnenseide neu. Der Rahmen und die strahlenförmigen Ankerlinien werden meistens nicht ersetzt, wenn die Spinne das Netz erneuert. Die Spinne kann möglicherweise die zum Netzbau verwendeten Chemikalien recyceln. Außerdem enthalten die Fäden, die sie frisst, noch kleine Reste der Beuteinsekten und andere organische Materie, die auch als Nahrung dienen.
Die Gold-Wespenspinne lebt nicht in engen Gruppen zusammen wie andere Seidenspinnen, bspw. die Goldene Seidenspinne. Sie hält ihr Netz immer sauber und ordentlich, verglichen mit der unübersichtlichen Reihe Netze, wie sie von Goldenen Seidenspinnen gebaut werden.

## Fortpflanzung

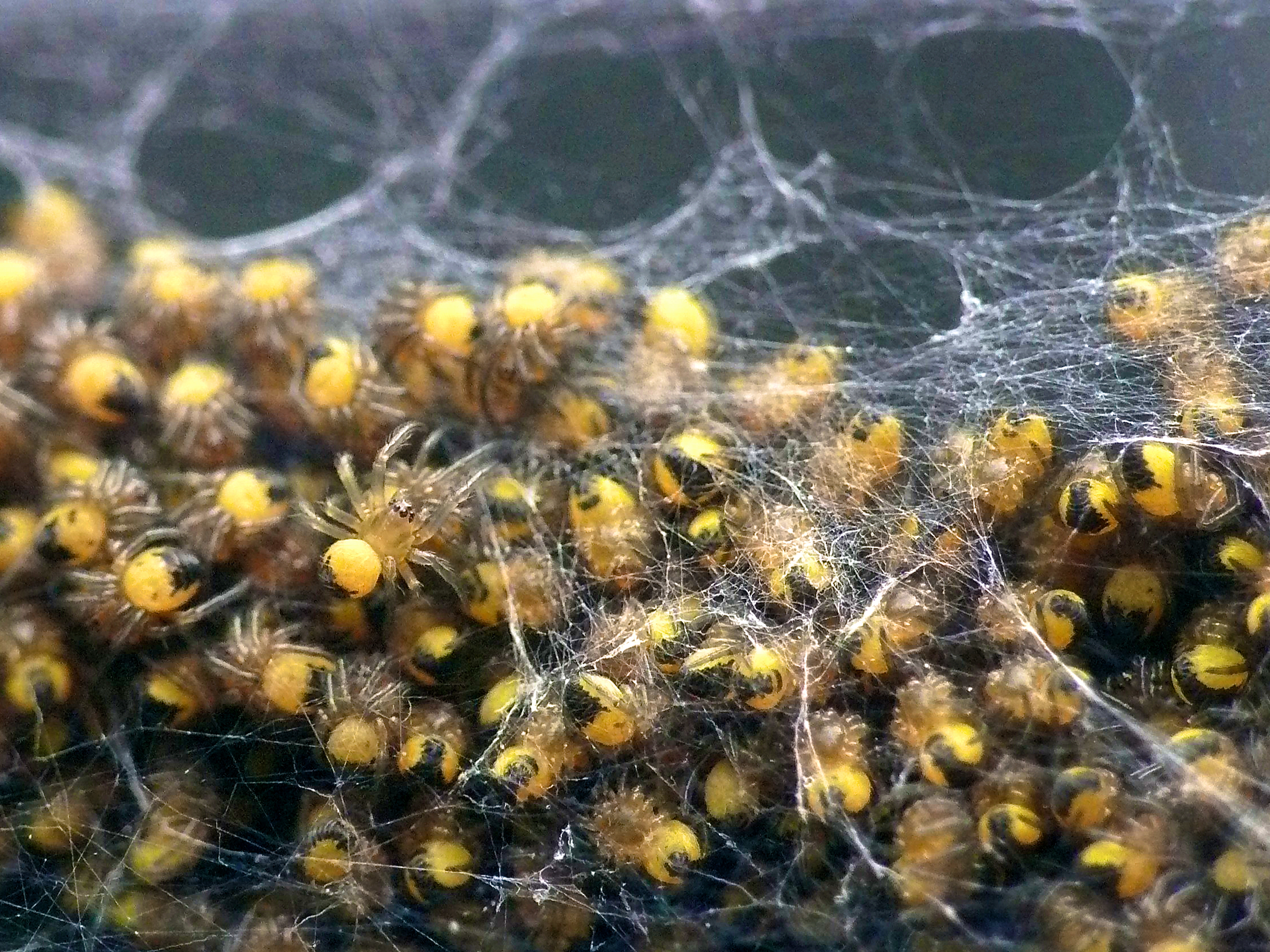
Jungspinnen

Gold-Wespenspinnen pflanzen sich einmal pro Jahr fort. Die Männchen durchstreifen die Gegend auf der Suche nach einem Weibchen, bauen kleine Netze in der Nähe oder sogar im Netz des Weibchens und umwerben dann das Weibchen durch Zupfen an ihrem Netz. Wenn das Männchen sich dem Weibchen nähert, hat es oft einen Sicherheitsfaden bereit, falls es vom Weibchen attackiert wird.
Die Männchen besitzen zwei identische Geschlechtsorgane, die sie nacheinander in das Weibchen einführen. Die Paarung ist für das Männchen so anstrengend, dass es direkt danach stirbt und oft vom Weibchen gefressen wird. Durch den Tod des Männchens bleibt das angeschwollene männliche Sexualorgan für noch 15 bis 25 Minuten fest im Körper des Weibchens stecken. Dadurch wird verhindert, dass sich das Weibchen erneut mit einem anderen Männchen paaren kann und die Spermien des toten Männchens haben ausreichend Zeit, die Eizellen des Weibchens zu befruchten.
Bei vielen Spinnenarten kann beobachtet werden, dass die Männchen nach der Paarung an Entkräftung sterben oder sie vom Weibchen gefressen werden. Doch die Art der Gold-Wespenspinnen ist bislang die einzige Art, bei der dieser gezielte Tod beobachtet werden konnte.
Nach der Paarung legt sie ihre Eier nachts auf einem Stück seidigen Material ab, deckt sie mit einer weiteren Lage Spinnenseide ab, und spinnt darum eine schützende bräunliche Seide. Anschließend formt sie daraus mit ihren Beinen eine Kugel mit nach oben gewandtem Hals. Der Kokon mit den Eiern hat einen Durchmesser von 1,5 bis 2,5 cm.
Der Kokon wird oft direkt auf dem Netz abgelegt, nahe der Mitte, wo die Spinne ihre meiste Zeit verbringt. Jede Spinne produziert ein bis vier Kokons mit bis zu über tausend Eiern in jedem. Sie schützt die Eier so lange sie kann vor Räubern. Wenn es jedoch kälter wird, wird sie schwächer und stirbt gewöhnlich mit dem ersten Frost.